# Parti travailliste (Norvège)
Pour les articles homonymes, voir Parti travailliste.
Le Parti travailliste (en norvégien : Arbeiderpartiet, anciennement Det norske Arbeiderparti) est un parti politique norvégien, d'orientation social-démocrate. Il est dirigé par Jonas Gahr Støre depuis 2014. Fondé en 1887, il est le principal parti politique norvégien depuis les années 1920.
Le parti est au pouvoir entre 2005 et 2013, sous le mandat de Jens Stoltenberg, puis il devient le principal parti d'opposition au Parti conservateur de 2013 à 2021. Le 13 septembre 2021, le parti remporte les législatives et met fin à 8 ans de règne de la droite. Il est membre du Parti socialiste européen, de l'Alliance progressiste et de l'Internationale socialiste de 1951 à 2016.

## Histoire
Le Parti du travail de Norvège est fondé en 1887 et se présente pour la première fois aux élections législatives en 1894. Il ne parvient à obtenir ses premiers élus parlementaires qu'en 1903 et poursuit ensuite une croissance ininterrompue jusqu'en 1927, année où il est devenu le plus grand parti norvégien. Il n'a plus perdu cette position depuis, détenant souvent la majorité absolue des sièges au Parlement.
En 1919, le Parti décide de rejoindre l'Internationale communiste, provoquant, deux ans plus tard, une scission et la création du Parti du travail social-démocrate. En 1923, le Parti du travail quitte l'Internationale communiste et fusionne à nouveau, en 1927, avec le Parti du travail social-démocrate. Les communistes fondent, quant à eux, le Parti communiste norvégien en 1923.
Le premier gouvernement travailliste, qui ne dure que deux semaines, se forme en 1928 sous la direction de Christopher Hornsrud. Durant les années trente, le Parti du Travail abandonne son orientation révolutionnaire pour adopter un profil réformiste. Il revient au gouvernement en 1935 et reste au pouvoir jusqu'en 1965 (sauf pendant l'occupation nazie, 1940-1945). Après la Seconde Guerre mondiale, Einar Gerhardsen dirige le parti et le pays pendant 17 ans. Cette période peut être considérée comme l'âge d'or du Parti du travail norvégien.
Le Parti du travail dirige ensuite à nouveau le pays de 1971 à 1972, de 1973 à 1981, de 1986 à 1989, de 1990 à 1997 et de 2000 à 2001. Il obtient 24,3 % des voix dans l'élection générale de 2001 (avec 43 députés sur 165). N'ayant pas réussi à obtenir le soutien d'autres partis, il renonce à former un gouvernement pour se placer à la tête de l'opposition.
Aux législatives du 12 septembre 2005, il reçoit 862 679 voix, soit 32,7 % et 61 sièges (+ 18) sur les 169 du Storting. Le Parti forme une coalition pour revenir au pouvoir.
Le 22 juillet 2011, un attentat terroriste d'extrême droite prend pour cible l'université d'été de la Ligue des jeunes travaillistes, se déroulant sur l'ile d'Utøya. 69 personnes sont tuées.
Le parti arrive premier en nombre de voix (30,8 %) et de sièges (55 sur 169, une baisse de neuf sièges par rapport à 2009) lors des élections de 2013 mais la coalition de droite (formée par le parti conservateur Høyre et les libéraux-conservateurs du Parti du progrès) arrive à former un gouvernement minoritaire avec Erna Solberg à sa tête.

## Positions sur l'Union européenne
Lors des référendums de 1972 et 1994 sur l'appartenance à la CEE et à la CE (auj. UE), il s'est prononcé majoritairement en faveur. Le Parti socialiste de gauche est une dissidence qui a été formée par les adversaires de l'adhésion en 1973.

## Statuts
Les derniers statuts du parti ont été adoptés lors de l'assemblée nationale du 7 au 10 avril 2005. Le premier article énonce les objectifs du parti :

« Le Parti norvégien du travail veut créer une société juste qui assure à tous les mêmes valeurs humaines. Nous bâtissons sur les valeurs de liberté, d'égalité et de solidarité. Nous désirons un monde sans guerre ni pauvreté, où des hommes libres et égaux ont une influence sur leurs conditions de vie, où les êtres humains vivent en harmonie avec la nature, et où l'exploitation capitaliste est combattue. Le Parti du travail veut développer notre pays comme une société démocratique, et nous collaborons avec ceux qui combattent pour la démocratie et les droits de l'homme dans les autres parties du monde. Le Parti du travail veut stimuler la tolérance et la diversité et lutter contre toutes les formes de discrimination. Nous voulons bâtir sur une interaction du travail et du capital, et à partir de notre vision de base, développer la volonté des peuples à la responsabilité et au pouvoir social. Pour concrétiser son but le Parti du travail cherchera la réalisation par le vote démocratique. Nos valeurs sociale-démocrates seront les guides pour notre travail politique. »

## Relation avec la centrale syndicale LO

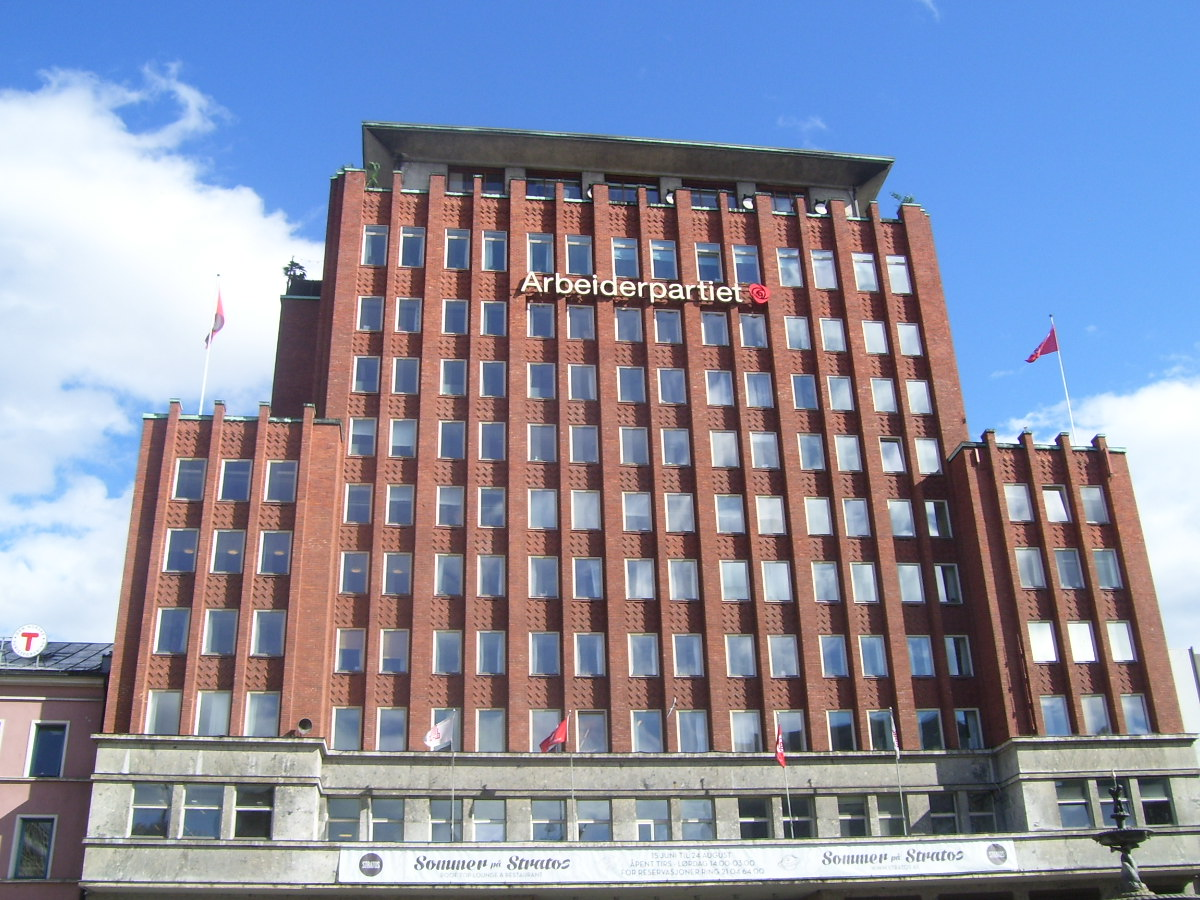
Le siège du Parti travailliste, sur Youngstorget, juste à côté du siège de LO.

Landsorganisasjonen ou LO est la plus grande confédération syndicale en Scandinavie, et la branche norvégienne regroupe 830 000 membres (population de Norvège: environ 5,5 millions). À la fin du XIXe siècle et au début du XXe siècle, LO et l'AP était liés par un système de double cotisation obligatoire, lequel n'est plus en vigueur de nos jours. Mais les liens restent très fort, avec notamment un siège permanent de LO au sein de la direction de l'AP et par la forte contribution financière de ce dernier. Les conséquences électorales sont importantes, en sorte que l'AP ne peut pratiquement pas atteindre de bons scores sans l'aval de LO.

## Dirigeants du parti
- Anders Andersen (1887-1888)
- Hans G. Jensen (1888-1889)
- Christian Holtermann Knudsen (1889-1890)
- Carl Jeppesen (1890-1892)
- Ole Georg Gjøsteen (1892-1893)
- Gustav A. Olsen Berg (1893-1894)
- Carl Jeppesen (1894-1897)
- Ludvig Meyer (1897-1900)
- Christian Holtermann Knudsen (1900-1903)
- Christopher Hornsrud (1903-1906)
- Oscar Nissen (1906-1911)
- Christian Holtermann Knudsen (1911-1918)
- Kyrre Grepp (1918-1922)
- Emil Stang jr. (1922-1923)
- Oscar Torp (1923-1945)
- Einar Gerhardsen (1945-1965)
- Trygve Bratteli (1965-1975)
- Reiulf Steen (1975-1981)
- Gro Harlem Brundtland (1981-1992)
- Thorbjørn Jagland (1992-2002)
- Jens Stoltenberg (2002-2014)
- Jonas Gahr Støre (depuis 2014)

## Premiers ministres travaillistes
Les personnalités travaillistes suivantes occupent la fonction de Premier ministre de Norvège :
- Christopher Hornsrud (1928)
- Johan Nygaardsvold (1935-1945)
- Einar Gerhardsen (1945-1951)
- Oscar Torp (1951-1955)
- Einar Gerhardsen (1955-1965)
- Trygve Bratteli (1971-1972, 1973-1976)
- Odvar Nordli (1976-1981)
- Gro Harlem Brundtland (1981, 1986-1989, 1990-1996)
- Thorbjørn Jagland (1996-1997)
- Jens Stoltenberg (2000-2001, 2005-2013)

## Résultats électoraux

### Élections législatives

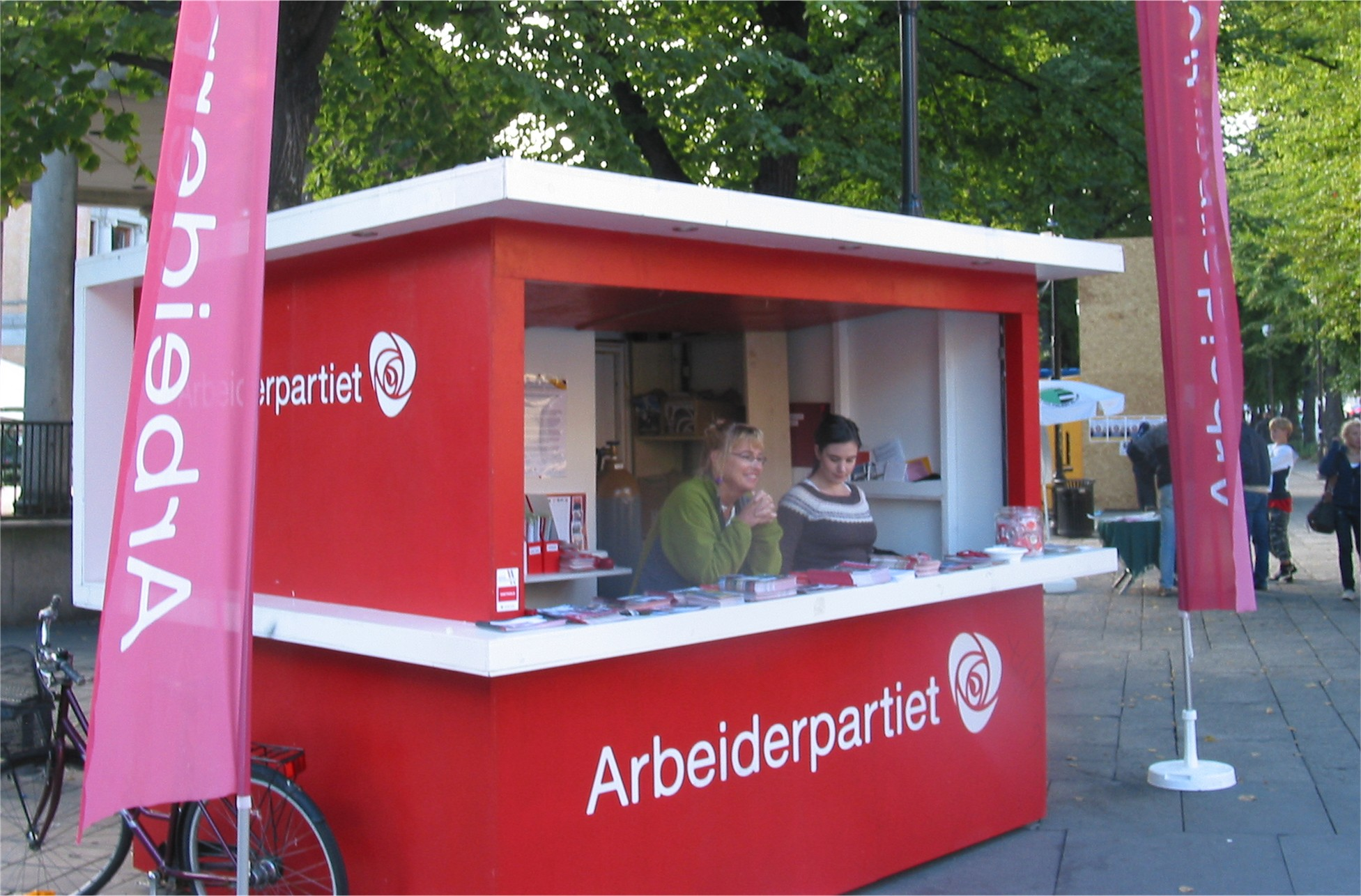
Des militants lors des élections de 2007.

| Année | %    | Sièges   |
| ----- | ---- | -------- |
| 1894  | 0,3  | 0 / 114  |
| 1897  | 0,6  | 0 / 114  |
| 1900  | 5,2  | 0 / 114  |
| 1903  | 12,1 | 4 / 117  |
| 1906  | 15,9 | 11 / 123 |
| 1909  | 21,5 | 11 / 123 |
| 1912  | 26,2 | 23 / 123 |
| 1915  | 32,0 | 19 / 123 |
| 1918  | 31,6 | 18 / 126 |
| 1921  | 21,3 | 29 / 150 |
| 1924  | 18,4 | 24 / 150 |
| 1927  | 36,8 | 59 / 150 |
| 1930  | 31,4 | 47 / 150 |
| 1933  | 40,1 | 69 / 150 |
| 1936  | 42,5 | 70 / 150 |
| 1945  | 41,0 | 76 / 150 |
| 1949  | 45,7 | 85 / 150 |
| 1953  | 46,7 | 77 / 150 |
| 1957  | 48,3 | 78 / 150 |
| 1961  | 46,8 | 74 / 150 |
| 1965  | 43,1 | 68 / 150 |
| 1969  | 46,5 | 74 / 150 |
| 1973  | 35,3 | 62 / 155 |
| 1977  | 42,3 | 76 / 155 |
| 1981  | 37,1 | 65 / 155 |
| 1985  | 40,8 | 71 / 157 |
| 1989  | 34,3 | 63 / 165 |
| 1993  | 36,9 | 67 / 165 |
| 1997  | 35,0 | 65 / 165 |
| 2001  | 24,3 | 43 / 165 |
| 2005  | 37,2 | 61 / 169 |
| 2009  | 35,4 | 64 / 169 |
| 2013  | 30,8 | 55 / 169 |
| 2017  | 27,4 | 49 / 169 |
| 2021  | 26,3 | 48 / 169 |

### Élections régionales
| Année | Voix    | %    | Sièges    | +/- | Rang |
| ----- | ------- | ---- | --------- | --- | ---- |
| 2019  | 603 641 | 24,2 | 160 / 633 |     | 1er  |

### Élections municipales
| Année | Voix    | %    | Rang |
| ----- | ------- | ---- | ---- |
| 2019  | 655 958 | 24,2 | 1er  |